# Aquífero Karst
Aquífero Karst (ou Carste) é um aquífero (reserva de água subeterrânea) localizado entre os municípios paranaenses de Campo Magro, Campo Largo, Almirante Tamandaré, Itaperuçu, Rio Branco do Sul, Colombo, Bocaiúva do Sul, Cêrro Azul, Tunas do Paraná, Doutor Ulisses e Adrianópolis, ao norte da Região Metropolitana de Curitiba, além de Castro e Ponta Grossa, com aproximadamente 5.740 km2 de área total e um potencial hidrogeológico de 8,9 L/(s{\displaystyle .}km2). 	
Em 2012, o aquífero possuia 37 poços perfurados em 7 municípios, atendendo um abastecimento de 766 m3/hora.
Em 1996 o governo do estado do Paraná iniciou o Projeto Karst, com instituições locais (como a UFPR, Sanepar, COMEC, entre outras) e em parceria com o Instituto Joanneum Research, da Áustria, para um amplo estudo e total conhecimento deste aquífero.

## Geologia do aquífero
Apresenta água classificada como bicarbonatada Calco-Magnesiana, com sólidos dissolvidos totais entre 130 e 280 mg/L e com predominância de bicarbonato em ânion 100 e 230 mg/L, além de nitratos com índices relativamente baixo e de valores médios na ordem de 2,5 mg/L.

## Ligação externa
- Aquífero Karst - Sanepar